# Даурски хребет
Дау̀рският хребет (на руски: Даурский хребет) е нископланински хребет в Забайкалието, в централната част на Забайкалския край на Русия. Простира се в посока от югозапад (горното течение на река Джила, десен приток на Ингода) на североизток до долината на река Нерча (ляв приток на Шилка) на протежение около 300 km и ширина до 40 km. На северозапад долините на реките Оленгуй (десен приток на Ингода) и Улдурга (десен приток на Нерча) го отделят от Яблоновия хребет, а на югоизток долините на реките Иля (ляв приток на Онон) и Тура (десен приток на Ингода) – от Моготуйския хребет. В средната му част, в района на градчето Дарасун, река Ингода го проломява и го разделя на две части – югозападна с височина до 1526 m (50°59′00″ с. ш. 113°04′16″ и. д. / 50.983333° с. ш. 113.071111° и. д.), и североизточна – до 1309 m. Средна височина 1200 – 1300 m. Изграден е от гранити и кристалинни шисти. Склоновете му са покрити с гъсти борови и лиственицови гори.
Даурският хребет е открит, оконтурен и първично изследван през 1896 г. от руския геолог и топограф, виден изследовател на Забайкалието Александър Герасимов.